# Премія «Золота дзиґа» за найкращу пісню
Премія Золота дзиґа за найкращу пісню — одна з нагород, яку надає Українська кіноакадемія в рамках Національної кінопремії Золота дзиґа. Її присуджують авторові найкращої пісні до фільму українського виробництва, починаючи з четвертої церемонії вручення, що відбулася у 2020 році й вшановувала досягнення за 2019 рік.
Першими переможицями у цій номінації стали виконавиці українського жіночого хору: Ірина Данилейко, Галина Гончаренко, Сусанна Карпенко за пісню «Моя мамонько рідненька» до фільму «Гірська жінка: на війні».

## Переможці та номінанти
Нижче наведено список лауреатів, які отримали цю премію, а також номінанти. ★ Імена переможців виділені окремим кольором

## 2010-ті
| Церемонії   | Фото лауреата                                          | Пісня | Фільм                       | Режисер(и)          |
| ----------- | ------------------------------------------------------ | --- | --------------------------- | ------------------- |
| 3-тя (2019) |                                                        | ★ «Моя мамонько рідненька»— учасниці українського жіночого хору: Ірина Данилейко, Галина Гончаренко, Сусанна Карпенко | «Гірська жінка: на війні»   | Бенедикт Ерлінґссон |
| 3-тя (2019) | • «11 дітей з Моршина» — Сергій Бабкін                 | «11 дітей з Моршина»                                                                                                  | Аркадій Непиталюк           |                     |
| 3-тя (2019) | • «Кобіти» — Ryband                                    | «Шляхетні волоцюги»                                                                                                   | Олександр Березань          |                     |
| 3-тя (2019) | • «Моя любов» — Михайло Хома                           | «DZIDZIO Перший раз»                                                                                                  | Михайло Хома, Тарас Дронь   |                     |
| 3-тя (2019) | • «Не метелиця лугом стелиться» — Ірма Вітовська-Ванца | «Брама» | Володимир Тихий             |                     |
| 4-та (2020) |                                                        | ★ «Мавка-Русалка» — фрік-кабаре «Dakh Daughters»                                                                      | «Гуцулка Ксеня»             | Олена Дем'яненко    |
| 4-та (2020) | • «Перевал» — «Океан Ельзи»                            | «Захар Беркут» | Джон Вінн, Ахтем Сеїтаблаєв |                     |
| 4-та (2020) | • «Табурет» — Freel & Едуард Приступа                  | «Людина з табуретом»                                                                                                  | Ярослав Попов               |                     |

## 2020-ті
| Церемонії    | Фото лауреата | Пісня                                                    | Фільм                         | Режисер(и)          |
| ------------ | --- | -------------------------------------------------------- | ----------------------------- | ------------------- |
| 5-та (2021)  | | ★ «Пола-ла-ла» ― гурт Dakh Daughters, Софія Байбакова    | «Віктор Робот»                | Анатолій Лавренішин |
| 5-та (2021)  | • «Вільна» ― Тіна Кароль & Юлія Саніна                                                                                | «Віддана»                                                | Христина Сиволап              |                     |
| 5-та (2021)  | • «Жовтий скотч» ― «Yurcash»                                                                                          | «Наші Котики»                                            | Володимир Тихий               |                     |
| 5-та (2021)  | • «Танець рабів» — Святослав Вакарчук                                                                                 | «Номери»                                                 | Олег Сенцов, Ахтем Сеітаблаєв |                     |
| 2022         | не проводилась | не проводилась                                           | не проводилась                | не проводилась      |
| 6-та (2022)* | | ★ «Прийди / Come» — авторка та виконавиця Мар'яна Клочко | «Стоп-Земля»                  | Катерина Горностай  |
| 6-та (2022)* | • «На новий рік» — Антон Сидорук, Дарина Янушкевич                                                                    | «На новий рік обіцяють сніг»                             | Олександра Тесленко           |                     |
| 6-та (2022)* | • «Щедрик» — автори та виконавці Богдан Фрікке, Олександр Дорошенко                                                   | «На новий рік обіцяють сніг»                             | Олександра Тесленко           |                     |
| 7-ма (2023)  | | ★ «То таке життя» — Марина Круть                         | «Я працюю на цвинтарі»        | Олексій Тараненко   |
| 7-ма (2023)  | • «Був москаль, тепер нема» — Микита Моісеєв                                                                          | «День Українського Добровольця»                          | Володимир Тихий               |                     |
| 7-ма (2023)  | • «Так упевнено маються крила у ворона» — Тарас Чубай                                                                 | «Чубай. Говорити знову»                                  | Михайло Крупієвський          |                     |
| 8-ма (2024)  | | ★ «Черепаха Аха» ― авторка музики та слів Ганна Чубач    | «Ля Палісіада»                | Філіп Сотниченко    |
| 8-ма (2024)  | • «Сьомий день» ― «Друга ріка»                                                                                        | «Я, Ніна»                                                | Марися Нікітюк                |                     |
| 8-ма (2024)  | • «Колеса» ― музика Володимир Руденко, на слова Василя Стуса «Колеса глухо стукотять», «Мені здається, що живу не я…» | «Маріуполь. Сто ночей»                                   | Софія Мельник                 |                     |